# Liso (medida)
El liso (o liso santafesino) es una tradicional medida (250 a 255cc) para cerveza tirada sin pasteurizar muy popular en la ciudad de Santa Fe, Argentina.  
Este modo de beber cerveza, que comenzó en la década del 30 del siglo XX, se realiza en un vaso de estilo stange (liso, sin textura), usualmente empleado para cervezas de estilo pilsen. Con los años, esta costumbre cervecera santafesina se extendió al resto de la región y está vigente hasta la actualidad.

## Patrimonio cultural inmaterial de Santa Fe

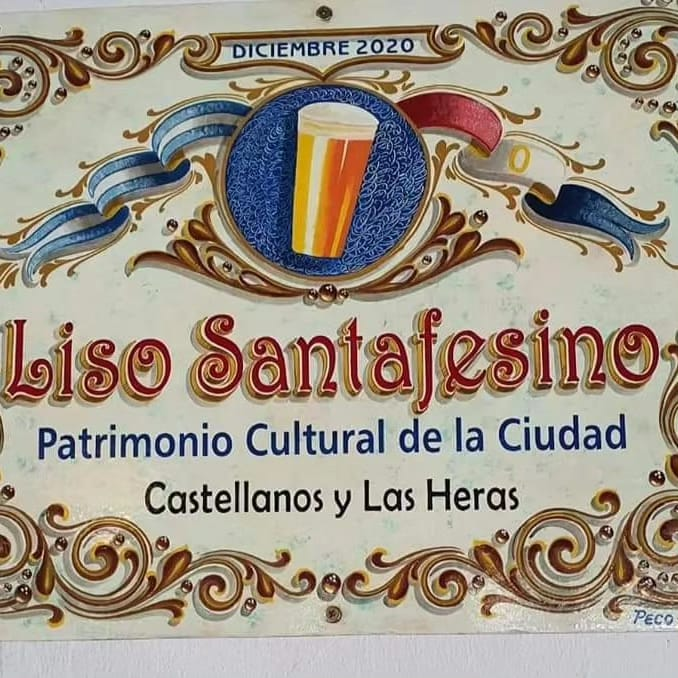

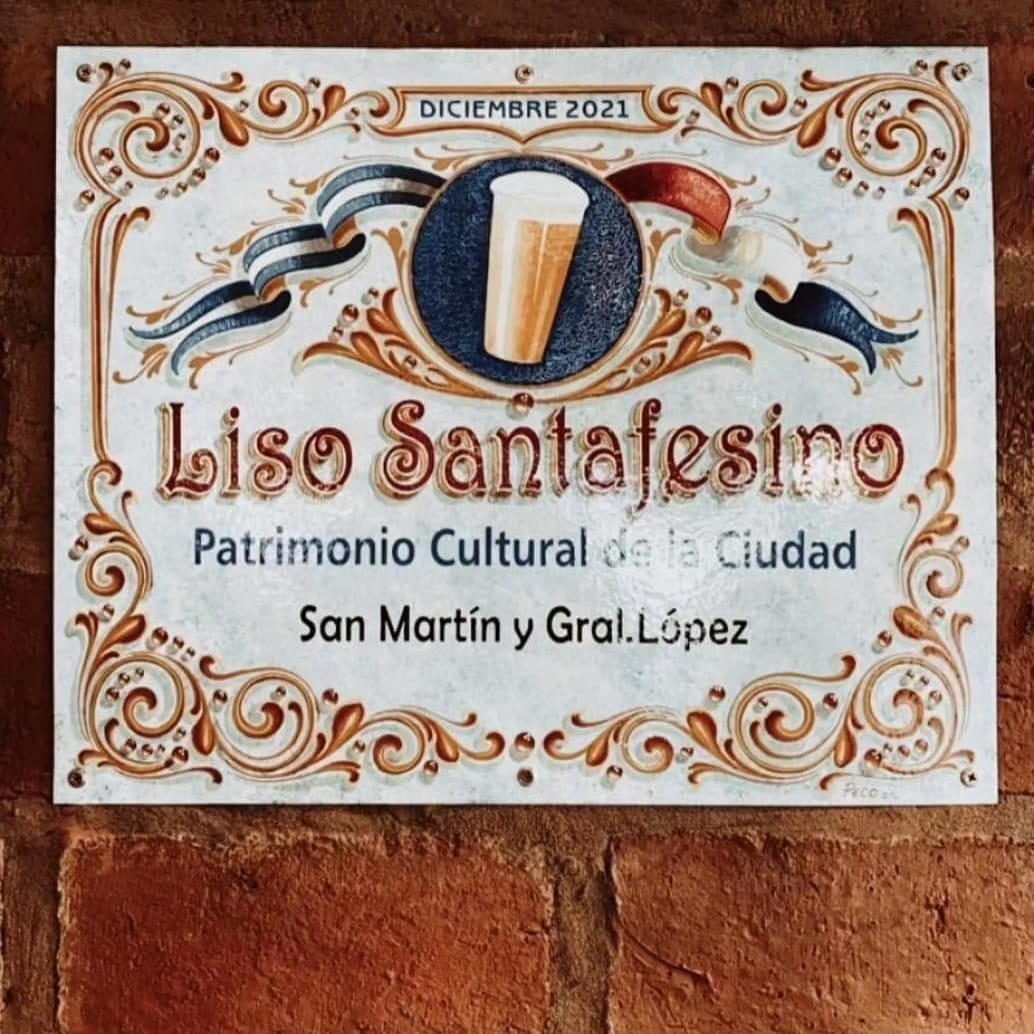

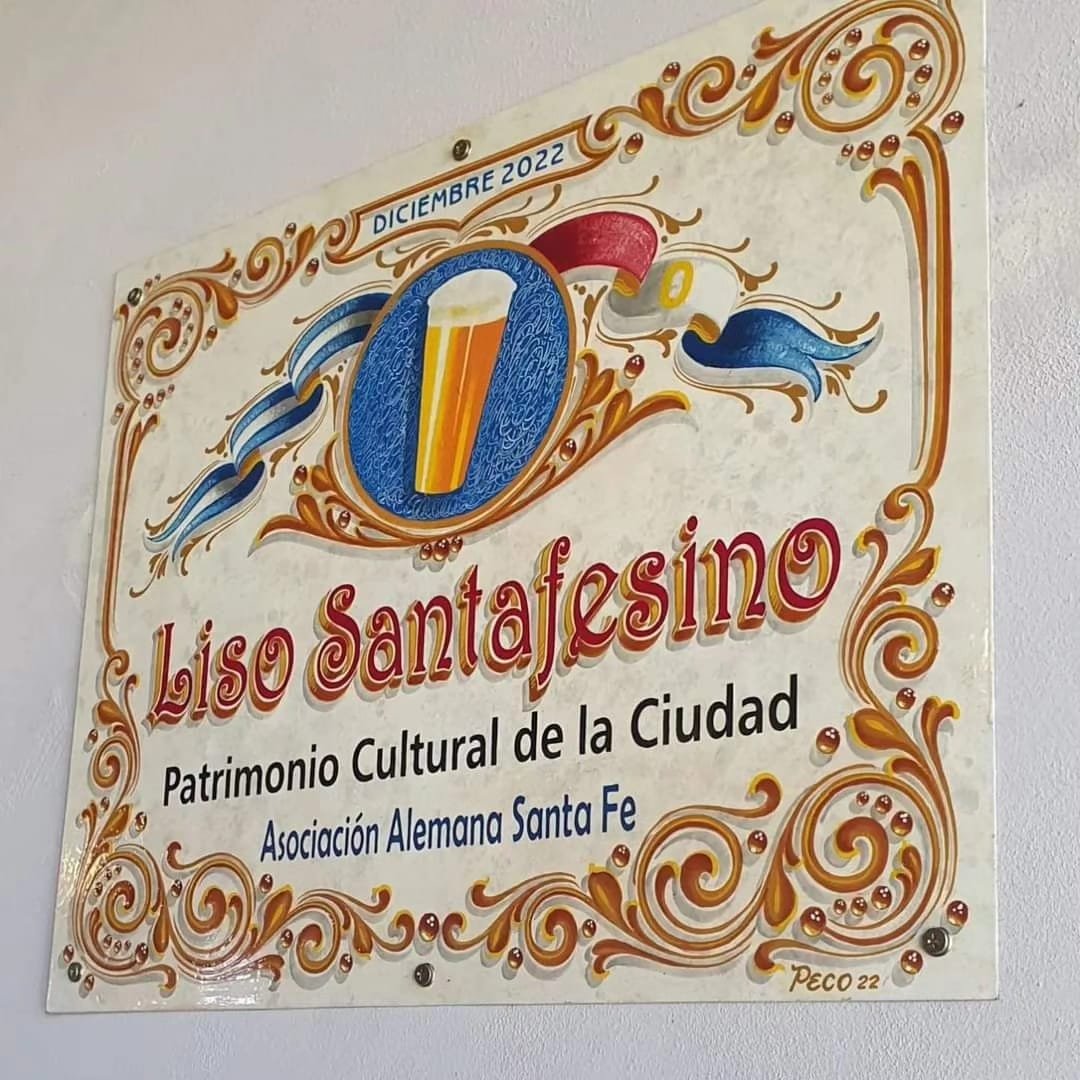

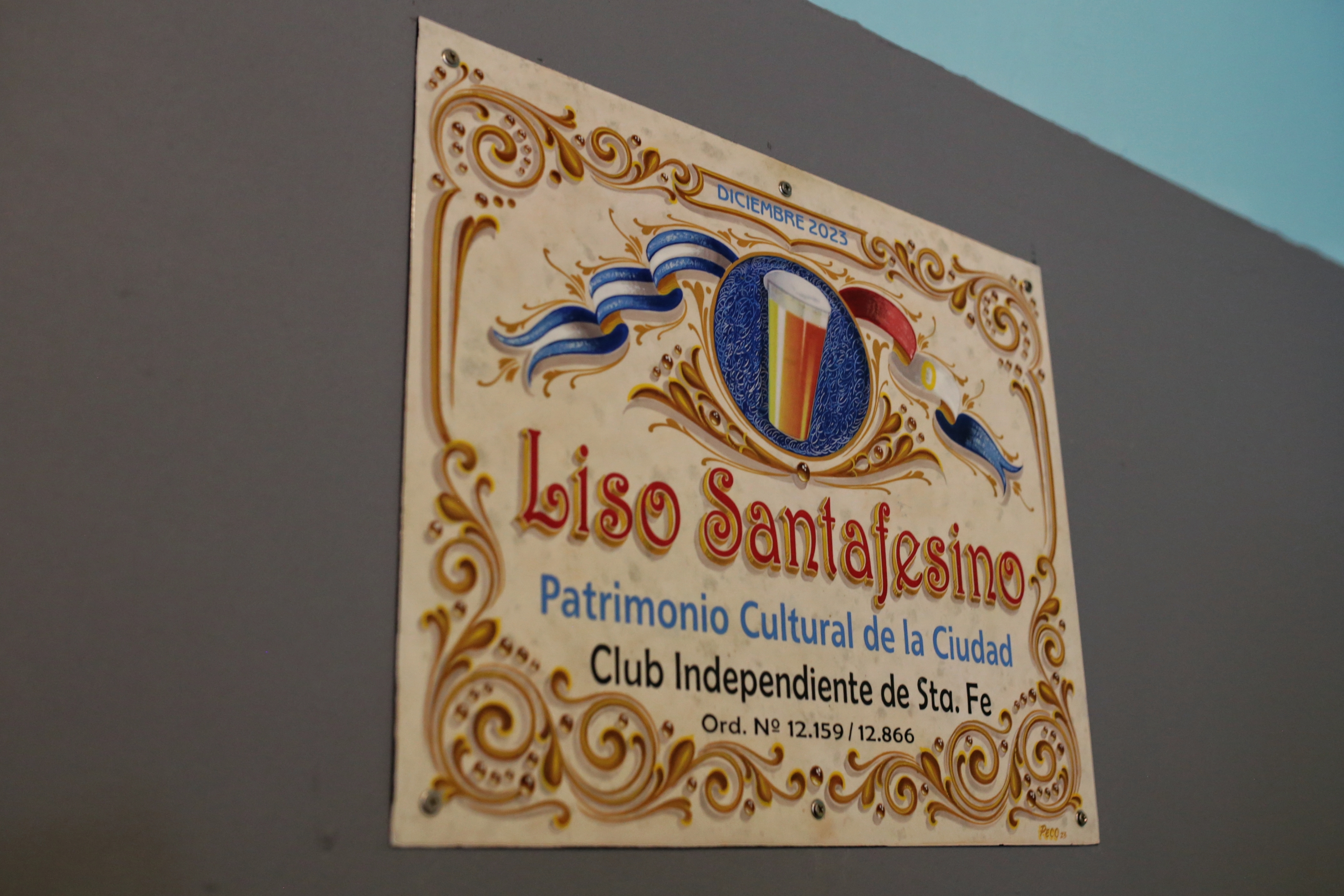
Placa conmemorativa del Día del liso santafesino 2023 en el Club Independiente

En la actualidad, el liso santafesino es patrimonio inmaterial de la ciudad de Santa Fe y forma parte ineludible de la gastronomía local y regional.
El 11 de diciembre de 2014, el liso fue declarado Patrimonio Cultural Inmaterial de Santa Fe por iniciativa de la concejala Adriana "Chuchi" Molina en el Honorable Concejo Municipal de Santa Fe. La Ordenanza N° 12.159 fue la primera que legisló en torno a una tradición, en consonancia con lo establecido por la Convención de la Unesco.

En 2023, diputados provinciales presentaron un proyecto de ley para declarar al liso como patrimonio cultural inmaterial de la provincia de Santa Fe.

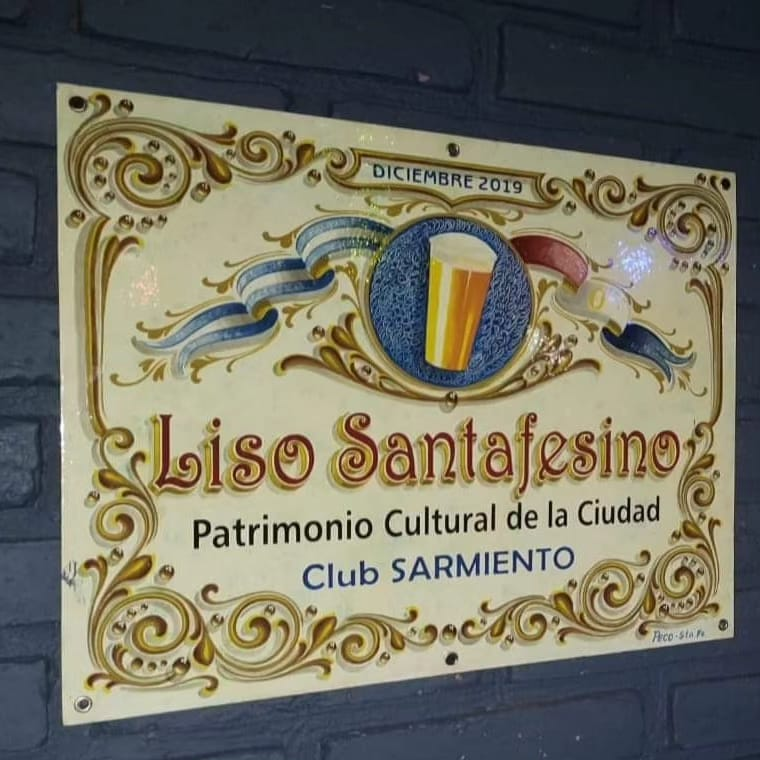

## Otto Schneider, su creador
Las tradiciones orales indican que el liso fue popularizado por el empresario y maestro cervecero Otto Schneider, inmigrante alemán radicado en la ciudad de Santa Fe desde 1911 e importante referente en las cervecerías Bieckert, San Carlos, Santa Fe y Schneider, siendo esta última de su propiedad.
Según la meticulosa costumbre de Schneider, era para él de gran preferencia disfrutar de cerveza tirada en un vaso liso, sin marcas ni relieves, para poder dar una mejor observación y análisis. La contextura y fisionomía del vaso stange permite conservar y retener una mejor espuma (para que así el oxígeno no altere el producto) y favorece un apropiado acondicionamiento de frío.
Por otra parte, el "cívico'' se popularizó en Santa Fe desde la década del 40 hasta entrados los 90. Se trata de un modo de beber cerveza de barril en un vaso de entre 60 y 70 cm3 se les daba a los niños durante las salidas familiares, y muchas veces eran el premio por su buena conducta.

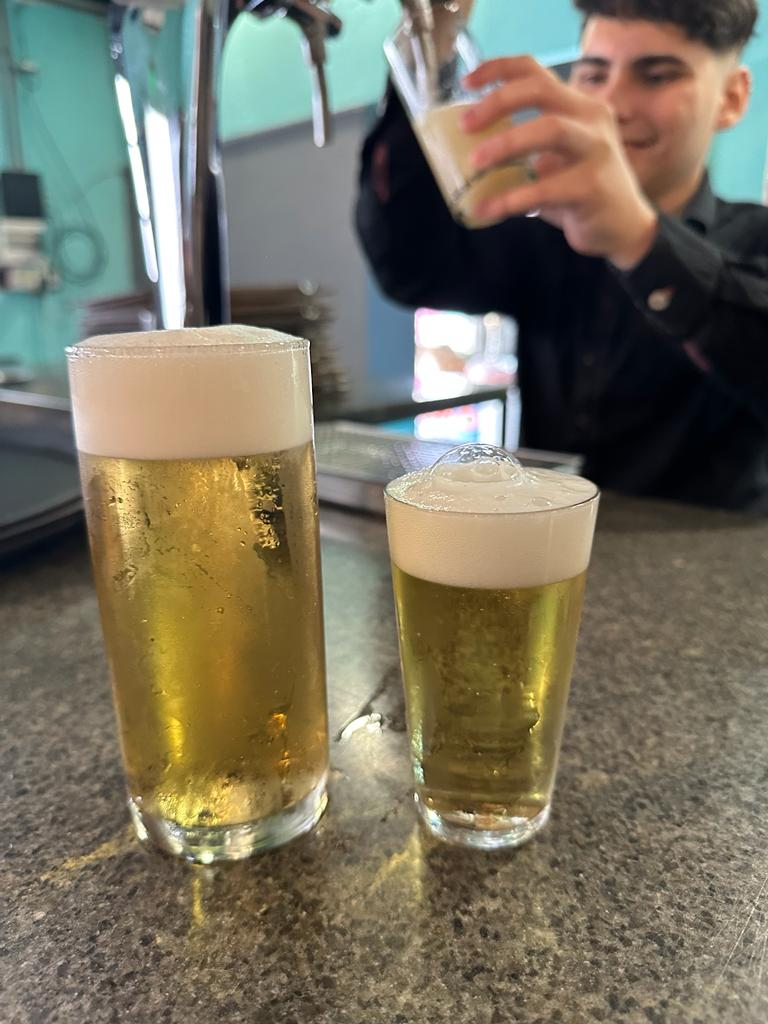
Dos medidas de cerveza: liso santafesino y cívico.

## Antecedentes de una tradición cervecera
A fines del siglo XIX, la ciudad de Santa Fe (además de Esperanza, Humboldt, San Carlos, Romang, Franck, San Jerónimo, Cavour y Grütly, entre otras localidades y colonias de la zona) experimentó un incremento de su población con la llegada de inmigrantes suizos y alemanes que trajeron consigo una fuerte tradición cervecera. 
Sin embargo, previo a la primera ola inmigratoria y a mediados del siglo XIX, a la ciudad de Santa Fe llegaban cervezas importadas envasadas en botellas de barro blanco de Noruega, Baviera, Gran Bretaña y Alemania.
Además, para finales de siglo (según registros de 1894) en la capital de la provincia de Santa Fe se informa la existencia de cuatro talleres cerveceros, en tanto que la demanda del mercado interno se satisfacía con productos provenientes de Rosario y Buenos Aires, entre otras localidades.
La industria cervecera en Santa Fe comienza a dar sus primeros pasos en los inicios del siglo XX. El 26 de septiembre de 1911 se reunieron accionistas y parte del directorio de "Sociedad Anónima Fábrica de Cerveza y Hielo Santa Fe", y fue Germán Nagel quien condujo los inicios del proyecto que tuvo a Otto Schneider como maestro cervecero. En 1912 se hicieron las primeras pruebas de producción de la cerveza Santa Fe y, en corto plazo, Carlos Funkel fue designado al frente de la gerencia de la empresa que en la década de 1910 estuvo atravesada por dificultades en el abastecimiento de materias primas (en su mayoría importadas) por el contexto internacional marcado por la Primera Guerra Mundial y la inflación.
En los comienzos de la década del 20 se evidencia una recuperación económica con el auge de bares y confiterías que ofrecían cerveza tirada de barril y Cerveza Santa Fe realiza exportaciones a países vecinos.
En la década del 30, en la que se sitúa la creación del liso santafesino como modo de beber cerveza, se abren los primeros patios cerveceros, gestionados por colectividades, por dueños de procedencia germana, por clubes barriales o anexos a las vecinales. En 1931 se constituye SA Cervecería Schneider Santa Fe, que expide su primer barril en 1933. En ese mismo año abre sus puertas Recreo Schneider, patio cervecero de la cervecería homónima y que funcionó hasta los años 80 como establecimiento gastronómico concesionado a la familia Achleitner. Años anteriores, en 1979, la empresa fundada por Otto es absorbida por  Cervecería Santa Fe.
Según Eduardo M. Revuelta, antiguo director general de la cervecería Schneider, el término liso es acuñado por Otto Schneider que, en sus visitas a los tradicionales bares de la ciudad, pedía que le sirvieran la cerveza (con un limitado idioma español) en un vaso liso de capacidad menor que la de las jarras de costumbre.

## Festejos en Santa Fe
Desde 2019, por iniciativa del cervecero y organizador de eventos Gabriel Andruszczyszyn, se celebra el Día del Liso Santafesino el segundo viernes de diciembre, según Ordenanza N° 12.866, sancionada en noviembre de 2022. 
Los festejos se desarrollan en distintos establecimientos gastronómicos y cerveceros que sostienen la tradición en la ciudad. 
En cada edición, se descubre una placa conmemorativa, para dejar huella de la celebración y de autoría del artista santafesino especializado en fileteado porteño, Oscar "Peco" Pecorari.
De este modo, ya se colocaron placas en Club Sarmiento, Don Marcos, Los Primos Bar Restó, Deutscher Verein Santa Fe (Sociedad Alemana Santa Fe)Patio del Club Independientey Gran Doria los cuales se constituyen como espacios de referencia para tomar un liso como patrimonio cultural santafesino.
En los festejos de 2024, con apoyo del Concejo Municipal de Santa Fe se lanzó un sitio web www.diadellisosantafesino.com.ar, en el que se puede encontrar la historia sobre su origen y las Ordenanzas que lo establecen como patrimonio cultural e inmaterial. También, están geolocalizados los lugares emblemáticos donde ya se desarrollaron los festejos.